# IFK Strömsund
IFK Strömsund – Idrottsföreningen Kamraterna i Strömsund – grundad den 12 april 1908, är en idrottsförening i Strömsunds kommun i norra Jämtland.
Föreningen har omkring 700 medlemmar, aktiva och ledare i de olika grenarna. En av föreningens inkomstkällor är Dundermarknaden.
Daniel Ragnvaldsson, som tävlar för friidrottsklubben, blev svensk mästare i spjutkastning 2001–2003 och 2005.